# Клочковская улица
Клочко́вская у́лица (укр. Клочкі́вська ву́лиця) — одна из главных транспортных магистралей Харькова, идущая от Сергиевской площади (на пересечении с Соборным спуском) в центре города до Окружной дороги в Алексеевке с севера, где переходит в автодорогу Т-2103 в направлении Дергачей, посёлка Малая Даниловка и российско-украинской границы близ Казачьей Лопани. Полностью пересекает Шевченковский район Харькова, с юга на север. Длина улицы — 8 км, ширина проезжей части 12—30 м.

## Название
В XVIII веке в черте города находилась небольшая слобода Клочковка.
Считают, что её основал харьковский полковой судья Тимофей Клочко. Она имела 67 дворов и 85 домов. Дорога, ведущая в слободу, начиналась от Университетского сада и дальше проходила по пескам (сохранилась Песчаная улица, параллельная Клочковской).
В первой четверти XIX века она называлась Песковской или Клочковской улицей.

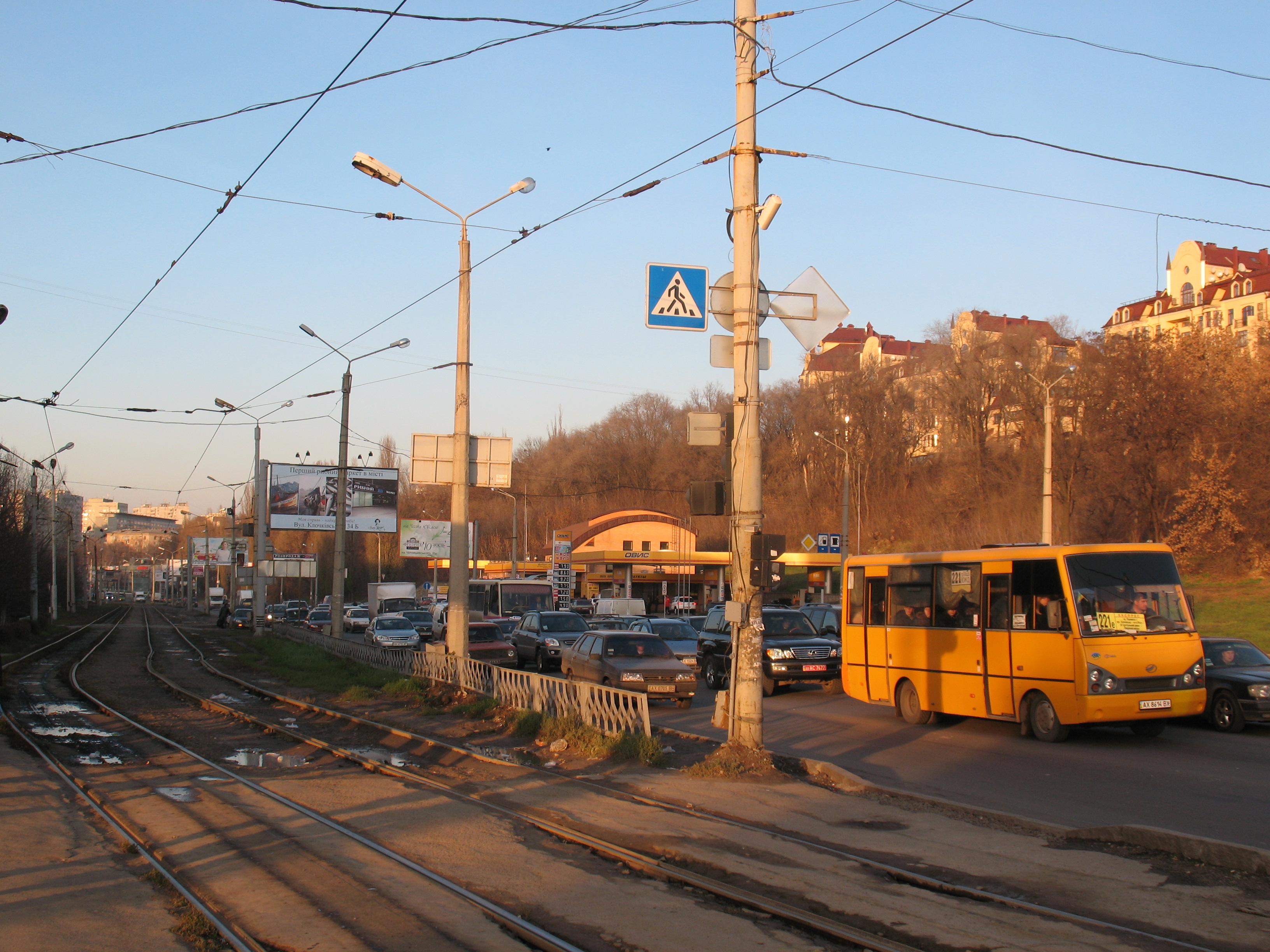
На закате. Справа склон Нагорного района

Победа! Клочковская, 46. 9 мая 2010

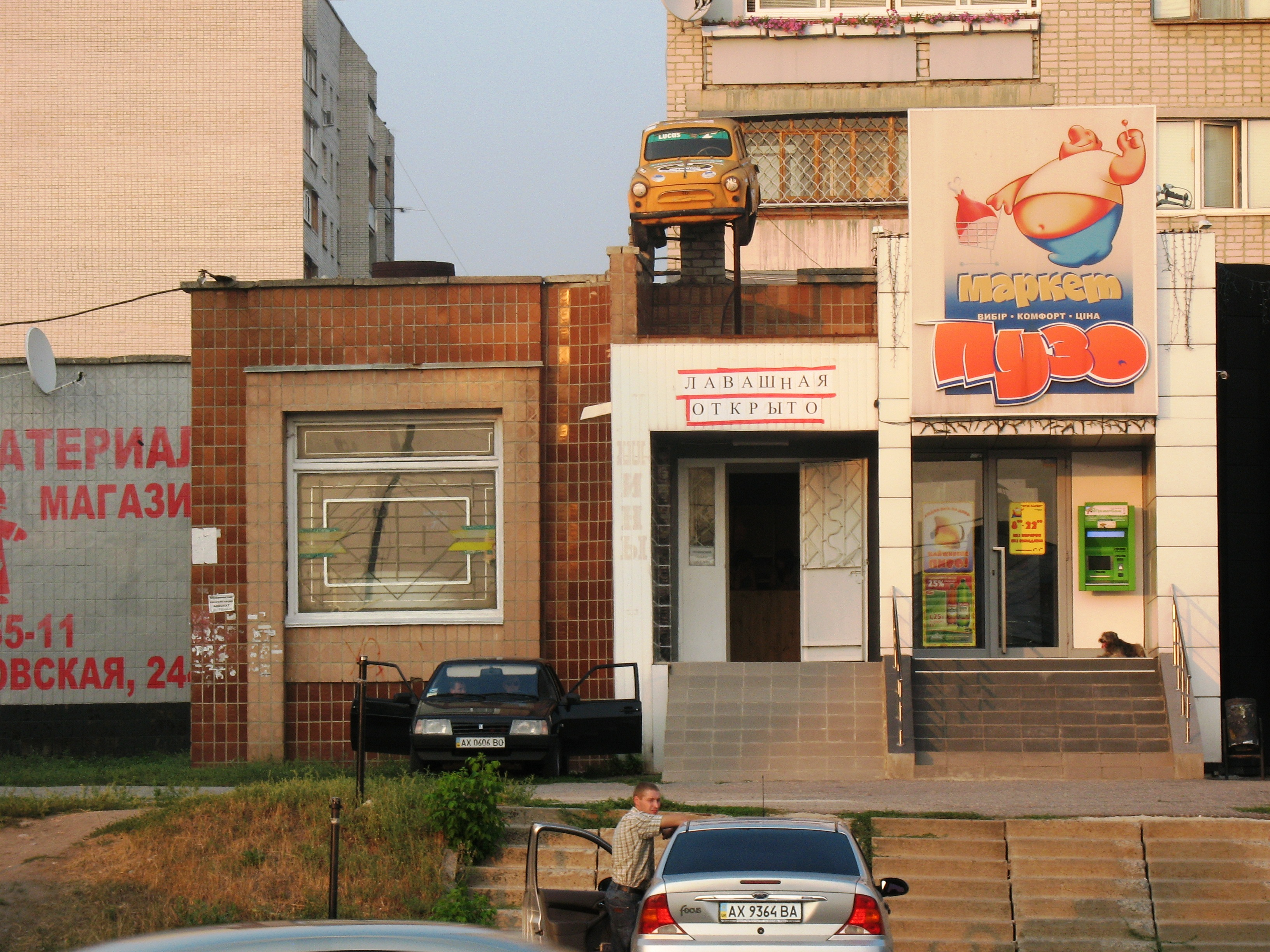
Памятник «горбатому». Клочковская, 244

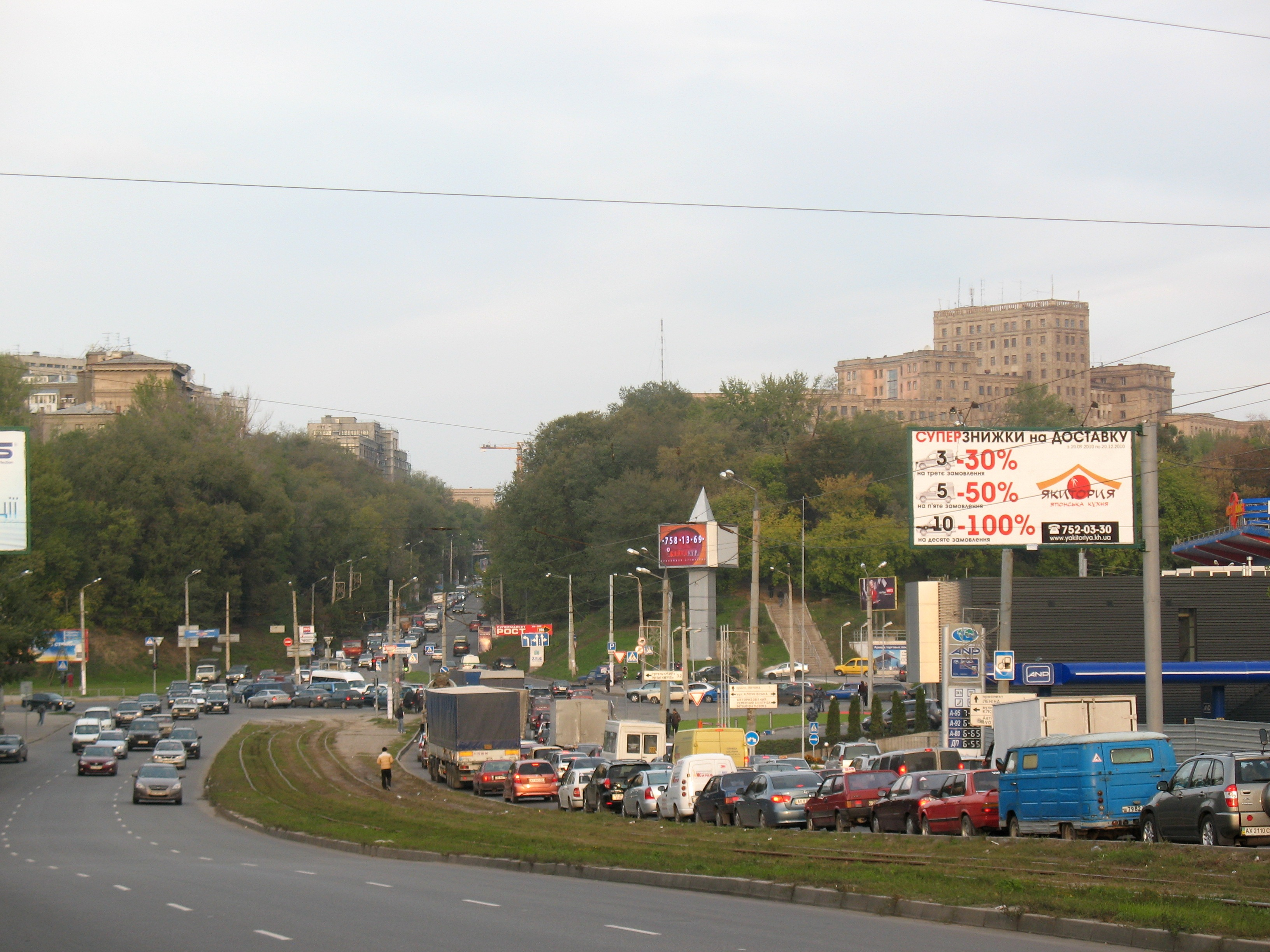
Дорожная пробка на Клочковской

## История
В начале Клочковской улицы в 1824 году открыли рыбные лавки.
В 1909 году на улице была проведена трамвайная линия.
В 1924 году на Клочковской начались большие планировочные работы. На месте пустыря, перерезанного глубоким оврагом, устроили Клочковский съезд (теперь Клочковский спуск), соединивший улицу с площадью Дзержинского (сейчас — площадь Свободы). Тогда же на улице была продолжена линия трамвая.
Возле современного Бурсацкого моста в 30-х годах XIX века находились кузницы, а за ними каменные торговые бани. Часть Клочковской, прилегающая к Покровскому собору, долгое время оставалась незастроенной из-за болота, и лишь с 50-х годов XIX века там начали появляться жилые дома и различные торговые заведения. На углу Клочковской и Купеческого спуска (сейчас — Соборный спуск) была построена гостиница «Московская».
После освобождения города от фашистских захватчиков на улице проведены большие восстановительные работы. В 1955 году на склоне сада Шевченко, выходящего на Клочковскую, сооружена красивая каскадная лестница. В 1959 году была расширена проезжая часть улицы, продолжена трамвайная линия. Долгое время на Клочковской, 52, находился ботанический сад Харьковского национального университета имени В. Н. Каразина. Позже часть ботанического сада была перенесена на новую площадку в район Павлова Поля (Саржин яр). На Клочковской расположен ряд предприятий, среди которых заводы «Металлист», торгового машиностроения и пищевых кислот.
Значительные строительные работы были осуществлены на Клочковской в первой половине 1970-х годов. В конце улицы был сооружён большой путепровод, по которому прошла окружная дорога вокруг Харькова. Открыт кинотеатр «Современник», завершены работы по строительству Дворца водного спорта. В начале 1976 года на Клочковской была открыта 7-я детская городская больница на 500 мест с крупным поликлиническим отделением. Согласно проекту, разработанному институтом Харьковпроект, началась застройка микрорайонов Павловки, занявших значительную территорию вдоль Клочковской улицы. На территории в 290 гектаров возникло пять микрорайонов, объединённых в единый жилой массив площадью 650 тысяч квадратных метров жилья. Особенно значительное жилищное строительство развернулось в северной части улицы в районе Алексеевки. В 1971—1975 годах сооружено много жилых зданий, в том числе общежития для ряда институтов и техникумов города.
В 90-х годах XX века Клочковская улица обновлена. Расширена от Каскадной лестницы и далее. От Бурсацкого спуска до Лопанского переулка демонтированы трамвайные пути. Части улицы придана более прямолинейно-дугообразная форма за счёт снесения старых производственных построек. На улице восстановлена Свято-Пантелеймоновская церковь и построены несколько новых зданий супермаркетов с современными фасадами. Реконструирована транспортная развязка на месте пересечения со спуском Пассионарии.

## Достопримечательности
- Малый каскад (террасный сквер) на Университетской горке
- Книжный и блошиный рынок
- Городской сад имени Шевченко
- Каскад в саду Шевченко
- Пантелеймоновский храм
- Сосновая горка
- Храм Алексия, человека Божия
- Римско-католический костёл (строится)

## Известные жители

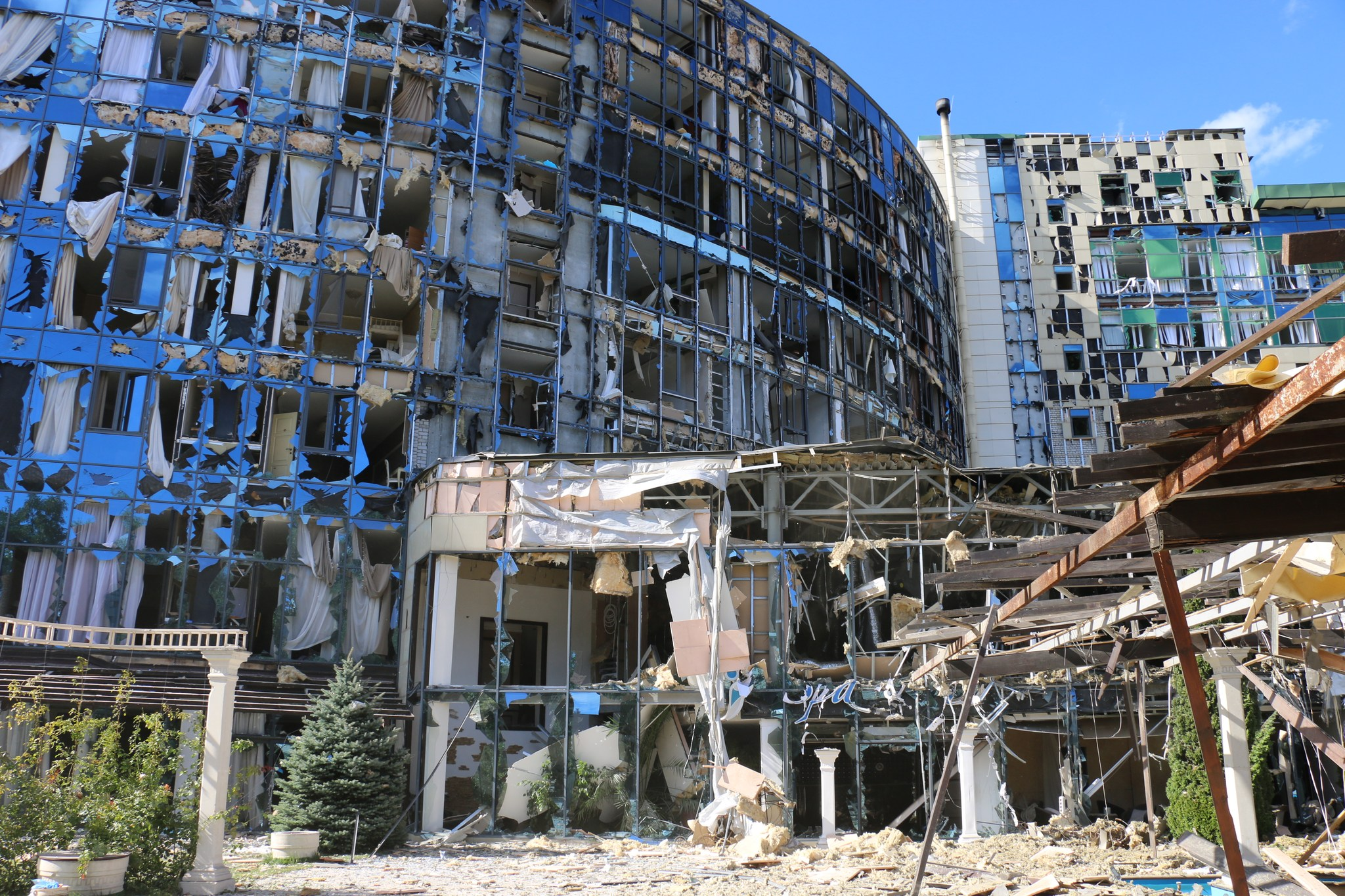
Развлекательный комплекс «Місто» (Клочковская ул., 190а) после российского обстрела 9 сентября 2022 года во время вторжения путинских войск в Украину

Дом 38 — Людмила Гурченко

## Крупные торговые точки, клубы
- «Billa», супермаркет на Клочковской, 9;
- «РОСТ», супермаркет на Клочковской, 65;
- «Porsche», автосалон на Клочковской, 95;
- «Класс», супермаркет на Клочковской, 104 А;
- «Будмен», строительный супермаркет на Клочковской, 119 А; (быв. строительный супермаркет «Слон»);
- «Восторг», супермаркет на Клочковской, 134 Б (торговый центр «VIZIT»);
- «Fresh Fish» — рыбный маркет на Клочковской, 134 Б;
- «Kinder Town» — детский супермаркет на Клочковской, 134 Б;
- «АТБ», супермаркет на Клочковской, 159;
- «Місто», развлекательный комплекс на Клочковской, 190 А;
- «Тетрис», офисный центр на пересечении Клочковской и Херсонской улиц;
- «Техас», клуб на Павловом Поле.

## Строящиеся объекты, новостройки
- «Адмирал», жилой комплекс на Клочковской улице, 258;
- «Ковчег», бизнес-центр на пересечении Клочковской и Космической улиц;
- «Экстрим», торговый центр, на пересечении улиц Клочковской и Ромена Роллана.

## Транспорт
По Клочковской улице проходят следующие трамвайные маршруты:
- 12: Лесопарк — Южный вокзал
- 20: Южный вокзал — пр-т Победы (трамвайный круг)

На Клочковской расположены два трамвайных разворотных круга: «Новгородская», «Малая Даниловка» (ранее — «пос. Монтажник»).
На Клочковской находится конечная троллейбусного маршрута № 12 (Клочковская ул. — ст. м. «23 августа» — ул. Рудика).
Также по Клочковской проходят многочисленные автобусные маршруты.